# Civitella Licinio
Civitella Licinio è una frazione del comune di Cusano Mutri, fu casale di Cerreto Sannita per diversi secoli e poi comune autonomo dal 1810 al 1867. La località è nota per i suoi castagneti.

## Storia
Civitella venne citata per la prima volta in età medievale.
L'appellativo "Licinio" nacque nel 1811 ad opera della Commissione feudale a seguito della storpiatura del nome originario che si riferiva al vicino Monte Cigno.
Questa storpiatura ha fatto nascere una leggenda secondo la quale un console romano di nome Licinio avrebbe fondato il paese anche se nell'antica Telesia dimorava una gens licinia.
Appartenuta inizialmente ai monaci di Montecassino, Civitella divenne possedimento dei Sanframondo e nel XIV secolo venne citata nel pagamento delle decime.
Fu "casale" (frazione) di Cerreto Sannita per diversi secoli e sino al 1810 quando divenne comune autonomo.
Nel 1867 venne aggregata a Cusano Mutri. Questa unione non fu accettata piacevolmente dai civitellesi visto che dopo pochi anni chiesero "di aggregarsi" al comune di Cerreto Sannita, sostenendo di non avere alcuna affinità e scambi commerciali con i cusanesi.

## Monumenti e luoghi d'interesse
- Chiesa della Madonna della Neve;
- Chiesa di San Bartolomeo;
- Chiesa di San Rocco.